# Arbeitsproduktivität
Als Arbeitsproduktivität (englisch labour productivity) wird in der Volkswirtschaftslehre und Betriebswirtschaftslehre die volkswirtschaftliche oder betriebswirtschaftliche Kennzahl für die Produktivität des Produktionsfaktors Arbeit bezeichnet.

## Allgemeines
Die Produktivität wird bei allen Produktionsfaktoren gemessen. Beim Boden ist es die Bodenproduktivität und beim Kapital die Kapitalproduktivität.
| Produktionsfaktor | Faktorproduktivität  | Faktorpreis      |
| ----------------- | -------------------- | ---------------- |
| Arbeit            | Arbeitsproduktivität | Arbeitseinkommen |
| Boden             | Bodenproduktivität   | Bodenertrag      |
| Kapital           | Kapitalproduktivität | Kapitalzins      |

Das Zusammenwirken aller Teilproduktivitäten wird totale Faktorproduktivität genannt, wobei der technische Fortschritt berücksichtigt wird.
Anwendung findet die Arbeitsproduktivität vor allem in der Volkswirtschaftlichen Gesamtrechnung als gesamtwirtschaftliche Arbeitsproduktivität sowie in der Außenwirtschaft (siehe Ricardo-Modell), mitunter auch im Personalwesen.
Die Arbeitsproduktivität wird weiterhin definiert als
- Kenngröße für die Leistungsfähigkeit einer Volkswirtschaft, eines Wirtschaftszweigs oder eines Unternehmens,
- Maßstab für die internationale Wettbewerbsfähigkeit eines Landes.[2]

Als betriebswirtschaftliche Kennzahl misst sie die Produktivität von Arbeitskräften in einem Unternehmen (siehe Arbeitseinsatz).

## Berechnung
Allgemeine Kennzahl
Die Arbeitsproduktivität {\displaystyle AP} gilt als bekannteste und meistgenutzte Teilproduktivität. Dies liegt insbesondere daran, dass die für die Produktivitätsmessung erforderlichen Daten relativ leicht verfügbar sind:
{\displaystyle AP={\frac {\text{Ausbringungsmenge}}{\text{Arbeitseinsatzmenge}}}}.
Weiterhin differenziert die Volkswirtschaftstheorie verschiedene Arten:
- Die Durchschnittliche Arbeitsproduktivität gibt das produzierte Arbeitsvolumen pro eingesetzte Einheit des Faktors Arbeit an.
- Die Marginale Arbeitsproduktivität zeigt den mengenmäßigen Produktionszuwachs, der auf dem Einsatz einer zusätzlichen Einheit des Faktors Arbeit beruht.[3]

Arbeitsproduktivität pro Arbeitsstunde
Die Arbeitsproduktivität pro Arbeitsstunde wird durch Gegenüberstellung des realen Bruttoinlandsproduktes {\displaystyle BIP} mit einer geleisteten Arbeitsstunde {\displaystyle As} ermittelt:
{\displaystyle AP_{\text{ges.}}={\frac {BIP_{\text{real}}}{\text{As}}}}.
Die volkswirtschaftliche Formel für die Arbeitsproduktivität je Arbeitsstunde lautet:
{\displaystyle {\text{AP}}Pi={\frac {BIP_{\mathrm {real} }}{\text{Arbeitsvolumen}}}={\frac {BIP_{\mathrm {real} }}{Et\cdot h}}},
wobei {\displaystyle BIP_{\mathrm {real} }} das reale Bruttoinlandsprodukt, {\displaystyle Et} die Anzahl Erwerbstätiger und {\displaystyle h} die Anzahl der geleisteten Arbeitsstunden je Erwerbstätigen ist (siehe Produktivität#Arbeitsproduktivität).
Arbeitsproduktivität je Erwerbstätigem
Die volkswirtschaftliche Formel für die Arbeitsproduktivität je Erwerbstätigem lautet:
{\displaystyle {\text{AP}}Pi={\frac {BIP_{\mathrm {real} }}{Et}}}
oder
{\displaystyle {\text{AP}}={\frac {\text{Ergebnis}}{\text{Arbeitsaufwand}}}}.
Arbeitskoeffizient
Der Kehrwert der Arbeitsproduktivität ist der Arbeitskoeffizient. Der Arbeitskoeffizient beschreibt das Verhältnis des Arbeitseinsatzes (Input) an Arbeitsleistung zu dem damit erzielten Produktionsergebnis. Er gibt somit an, wie viel Arbeitsleistung benötigt wird, um eine Gütereinheit herzustellen. Diese Kennzahl spielt unter anderem eine bedeutende Rolle bei der Grundidee des komparativen Vorteils, die David Ricardo (Ricardo-Modell) im Jahre 1817 begründet hat.

## Betriebswirtschaftslehre
Die betriebliche Arbeitsproduktivität {\displaystyle AP} kann durch Gegenüberstellung der Wertschöpfung oder der Umsatzerlöse {\displaystyle U} mit der Zahl der Mitarbeiter {\displaystyle M} berechnet werden:
{\displaystyle AP={\frac {U}{M}}}.
Die Arbeitsproduktivität pro Mitarbeiter nimmt zu, wenn bei konstanter Mitarbeiterzahl die Umsatzerlöse steigen. Um Inflationseffekte zu vermeiden, kann anstatt der Umsatzerlöse die Ausbringungsmenge gewählt werden.

## Arbeitsproduktivitätsindex
Der Arbeitsproduktivitätsindex wird als Produktionsergebnis je Input-Komponente des Arbeitsvolumens definiert und in der amtlichen Statistik bei der Berechnung der Arbeitsproduktivität im Bergbau und im verarbeitenden Gewerbe (Industrie) verwendet. Hierbei werden Produktionsindizes herangezogen. Diese dienen zur Messung der mengenmäßigen Leistung oder des Produktionsergebnisses und werden im Zähler eingesetzt. Im Nenner wird eine geeignete Messzahl des Arbeitseinsatzes (Input-Komponente) verwendet. Je nachdem, welche Messzahl dabei verwendet wird, lassen sich zwei Arbeitsproduktivitätsindizes berechnen:
- Arbeitsproduktivitätsindex je Beschäftigtem,
- Arbeitsproduktivitätsindex je geleisteter Arbeitsstunde.

Die Formel für diese Berechnung lautet:
{\displaystyle AP_{0t}={\frac {Q_{0t}}{MA_{0t}}}},
wobei
{\displaystyle AP_{0t}}: Arbeitsproduktivitätsindex,
{\displaystyle Q_{0t}}: Produktionsindex,
{\displaystyle MA_{0t}}: Messzahl des Arbeitseinsatzes,
{\displaystyle 0}: Basisperiode,
{\displaystyle t}: Berichtsperiode.
Wenn der Arbeitsproduktivitätsindex größer als 1 ist, kann davon ausgegangen werden, dass die Produktion stärker gestiegen ist als der Arbeitseinsatz: Die Arbeitsproduktivität hat sich erhöht.

## Gesamtwirtschaftliche Arbeitsproduktivität
In der volkswirtschaftlichen Gesamtrechnung ist die gesamtwirtschaftliche Arbeitsproduktivität der Quotient aus Bruttoinlandsprodukt ({\displaystyle BIP}) und der Menge der eingesetzten Arbeitseinheiten. Diese kann die Anzahl der Erwerbstätigen oder der Arbeitnehmer sein, die Anzahl der geleisteten Stunden oder der bezahlten Stunden. Die gesamtwirtschaftliche Arbeitsproduktivität gibt an, welchen Beitrag ein Erwerbstätiger durchschnittlich zum Bruttoinlandsprodukt leistet:
{\displaystyle AP_{\text{ges.}}={\frac {BIP_{\text{real}}}{\text{Arbeitsvolumen}}}}.

### Durchschnittliche Arbeitsproduktivität
Die durchschnittliche Arbeitsproduktivität (Durchschnittsproduktivität der Arbeit), beschreibt die Outputmenge, die in einer Arbeitsstunde im Durchschnitt erzeugt wird. Dies ist der Quotient aus der Produktionsmenge und dem Arbeitsvolumen. Die durchschnittliche Arbeitsproduktivität steigt, wenn die Produktionsmenge {\displaystyle Q} schneller wächst als das Arbeitsvolumen {\displaystyle A}; das heißt, dass im Durchschnitt zur Erzeugung einer Outputeinheit weniger Arbeitsstunden benötigt werden.
{\displaystyle AP_{d}={\frac {\text{Produktionsmenge (Q)}}{\text{Arbeitsvolumen (A)}}}}.

### Berechnung über die Wertschöpfung
Eine weitere Berechnungsmöglichkeit ist über die Wertschöpfung, bezogen auf produktionsrelevante Einheiten, so etwa:
- Wertschöpfung je Mitarbeiter (betriebswirtschaftlich, etwa als Wertschöpfung pro Anwesenheitsstunde) respektive Wertschöpfung pro Kopf (Pro-Kopf-Wertschöpfung) Wertschöpfung pro Erwerbstätigem (volkswirtschaftlich, meist über ein Wirtschaftsjahr gemessen) – zur Beurteilung von Personalproduktivität (Einzelpersonen wie Abteilungen oder Firmen bis hin zu ganzen Wirtschaftszweigen);
- Wertschöpfung je Maschinenstunde – zur Beurteilung der Maschinenproduktivität.

## Anwendung
Die Arbeitsproduktivität bestimmt den realen Lebensstandard, den ein Staat für seine Bürger erzielen kann. Der Wert, den eine Volkswirtschaft an Gütern und Dienstleistungen produziert, entspricht dem Wert, der an alle Produktionsfaktoren (z. B. Löhne und Unternehmergewinne) gezahlt wurde. Die Konsumenten können also ihren Konsum nur steigern, indem sie ihre produzierte Gesamtmenge erhöhen.

### Arbeitsproduktivität in einer Volkswirtschaft
Zur Betrachtung der Entwicklung der Arbeitsproduktivität einer Volkswirtschaft wird in der Regel das reale Bruttoinlandsprodukt verwendet. Bei Vergleichen von Wirtschaftszweigen innerhalb eines Landes können die Wertschöpfungen der Wirtschaftszweige in jeweiligen Preisen, bezogen auf einen Erwerbstätigen, verwendet werden.
Zu beachten ist jedoch, dass ein Vergleich der Arbeitsproduktivität zwischen verschiedenen Wirtschaftszweigen nicht immer sinnvoll ist. In vielen Branchen wird ein Großteil der Wertschöpfung über den Einsatz des Faktors Kapital generiert (kapitalintensive Unternehmen).
Eine aufschlussreiche Betrachtung ist hingegen die Entwicklung der Arbeitsproduktivität in einem Wirtschaftszweig. Einer Veränderung der Kennzahl geht entweder eine Veränderung der Output- oder Input-Menge voraus. Daraus lassen sich Stärken und Schwächen und Reaktionen der Branchen in bestimmten konjunkturellen Phasen ableiten, und es können krisenfeste bzw. krisenanfällige Branchen ermittelt werden. Diese Informationen sind wichtig für die Ausrichtung der Wirtschaftspolitik während einer Rezession. Zum Beispiel sank das Produktionsergebnis je Beschäftigten im verarbeitenden Gewerbe zum Beginn der Staatsschuldenkrise 2009 um 14,2 %. Diese Information diente der Politik mit als Entscheidungsgrundlage, um das Instrument der Kurzarbeit einzusetzen, wodurch zahlreiche Entlassungen vermieden werden konnten.
In Deutschland wird die Arbeitsproduktivität vom Statistischen Bundesamt für das produzierende Gewerbe monatlich ermittelt. Dafür erheben die Statistischen Landesämter bundesweit bei den Betrieben des Verarbeitenden Gewerbes mit 50 und mehr Beschäftigten die monatliche Produktion von über 5400 industriellen Erzeugnissen nach Wert und Menge.

### Internationale Vergleiche
Bei internationalen Vergleichen können die Bruttoinlandsprodukte zu jeweiligen Wechselkursen in eine Inlandswährung umgerechnet, etwa US-Dollar oder Euro, verwendet werden. Des Weiteren kann die Bruttoinlandsprodukte über Kaufkraftparitäten vergleichbar gemacht werden. Bei letzterem soll der unterschiedlichen Kaufkraft der verschiedenen Währungen Rechnung getragen werden. Das bedeutet, dass für unterschiedliche geografische Räume gleich hohe Geldbeträge für Waren und Dienstleistungen eines Warenkorbs angenommen werden.
Welche entsprechenden Daten zum Vergleich der Arbeitsproduktivität verschiedener Volkswirtschaften gewählt werden, hängt im Wesentlichen vom Zweck der Analyse ab. Um die Arbeitsproduktivität einzelner Jahre zu vergleichen, wird das Bruttoinlandsprodukt zu aktuellen Preisen und aktueller Kaufkraftparität herangezogen, wohingegen bei Vergleichen der Arbeitsproduktivität über einen gewissen Zeitraum konstante Preise eines Basisjahres angenommen werden sollten.
Es stellt sich die Frage, inwieweit derartige Indikatoren miteinander vergleichbar sind. So hatten zum Beispiel die USA und Europa über eine lange Zeit hinweg unterschiedliche Berechnungsformen des Bruttoinlandprodukts. Die USA haben ihr Bruttoinlandsprodukt lange Zeit im Rahmen der „National Income and Product Accounts“ (NIPA) berechnet, wohingegen in Europa eher mit dem „System of National Accounts“ (SNA) gearbeitet wurde. NIPA und SNA weichen in Teilen erheblich voneinander ab. Für die Kennzahl der Arbeitsproduktivität bedeutet dies, unterschiedliche Berechnungen der Output-Größe im Zähler. Das Ergebnis ist eine geringe Vergleichbarkeit von Kennzahlen, die auf eben diesen Bruttoinlandsprodukt aufbauen. Der Autor Hartwig beschreibt in seiner Arbeit „Messprobleme bei der Ermittlung des Wachstums der Arbeitsproduktivität – dargestellt anhand eines Vergleichs der Schweiz mit den USA“ auch die Probleme bei der Ermittlung der Inputgrößen. Die Inputgröße wird meist als Erwerbspersonen im erwerbsfähigen Alter angegeben oder auch in Arbeitsstunden. Vergleichbarkeitsprobleme können zum Beispiel entstehen, wenn nicht alle Personen im erwerbsfähigen Alter am Produktionsprozess beteiligt sind (Arbeitslosigkeit) oder auch, wenn nicht nur der erwerbsfähige Bevölkerungsanteil am Produktionsprozess beteiligt ist, sondern auch beispielsweise Rentner. Des Weiteren stehen dem Arbeitsmarkt auch nicht 100 % der Bevölkerung im erwerbsfähigen Alter zur Verfügung (Arbeitsunfähigkeit oder Arbeitsunwilligkeit). Zu beachten ist auch der Anteil an Teilzeitbeschäftigungen. Beim Statistischen Bundesamt spielt der zeitliche Umfang einer Tätigkeit keine Rolle.
Im Jahr 2014 fand eine Generalrevision der Volkswirtschaftlichen Gesamtrechnung auf Basis der SNA 2008 und der ESVG 2010 (Europäisches System Volkswirtschaftlicher Gesamtrechnungen) statt. Diese soll die internationale Vergleichbarkeit vor allem auch des BIP verbessern. Allerdings gibt es auch Ländergruppen die nicht einmal die Standards des SNA 1993 erfüllen. Eine weltweit einheitliche Berechnung des BIP und damit ja auch der Arbeitsproduktivität liegt demnach bis zum heutigen Tag nicht vor.
Wird die Anzahl der Arbeitskräfte als Arbeitseinheit eingesetzt, lässt sich dies mit dem Pro-Kopf-Einkommen einer Volkswirtschaft vergleichen.

### Produktivitätsorientierte Lohnpolitik
Das Konzept der produktivitätsorientierten Lohnpolitik beruht auf einer Orientierung der Nominallöhne an der gesamtwirtschaftlichen Arbeitsproduktivität oder der jeweiligen Branchenproduktivität. Dabei sollen die Löhne und Gehälter im gleichen Verhältnis wie die Arbeitsproduktivität wachsen. Das Ziel stellt eine Stabilisierung des Preisniveaus dar. Die Lohnkosten je Produkteinheit (Lohnstückkosten) bleiben konstant. Damit Preissteigerungen nicht zu Lasten der Arbeitnehmer gehen, wird in die Lohnanpassung neben der Produktivitätsentwicklung auch die Preisentwicklung einbezogen (Meinhold-Formel).
{\displaystyle {\dot {w}}_{n}={\dot {\pi }}+{\dot {P}}}.
Der Nominallohn {\displaystyle w_{n}} erhöht sich dann im gleichen Maße wie die reale Arbeitsproduktivität {\displaystyle \pi } und das Preisniveau {\displaystyle P} gewachsen ist.
Gewerkschaften kritisieren, dass die relative Einkommensverteilung zwischen Arbeitnehmern und Unternehmern gefestigt wird und keine Umverteilung ermöglicht wird. Ebenso bleiben andere Kostenfaktoren, welche die Preisbildung beeinflussen, hier unberücksichtigt. Gewerkschaftliche Lohnpolitik ist nicht dazu geeignet, die Einkommensverteilung zu verändern. Wird die Inflation in der gewerkschaftlichen Lohnpolitik berücksichtigt, kann dies die Lohn-Preis-Spirale und damit weitere Inflation in Gang setzen. Lohnsteigerungen sind so lange beschäftigungs- und inflationsneutral, wie der Nominallohnsatz mit der gleichen Rate wie die durchschnittliche reale Arbeitsproduktivität wächst.

## Arbeitsproduktivität in Industriestaaten
| Land           | BIPreal pro Jahr (in Mrd. USD) | Erwerbstätige (in Mio.) | Arbeitsstunden pro Jahr (in Mrd.) | BIP in USD je Jahr je Erwerbstätigen | BIP in USD je Jahr je Erwerbstätigen | BIP in USD je Arbeitsstunde | BIP in USD je Arbeitsstunde |
| Land           | BIPreal pro Jahr (in Mrd. USD) | Erwerbstätige (in Mio.) | Arbeitsstunden pro Jahr (in Mrd.) | absolut                              | relativ zu den USA                   | absolut                     | relativ zu den USA          |
| -------------- | ------------------------------ | ----------------------- | --------------------------------- | ------------------------------------ | ------------------------------------ | --------------------------- | --------------------------- |
| USA            | 17.419                         | 149                     | 258                               | 117.209                              | 100 %                                | 67,44                       | 100 %                       |
| Japan          | 4.687                          | 65                      | 112                               | 71.959                               | 64 %                                 | 41,48                       | 62 %                        |
| Frankreich     | 2.526                          | 27                      | 40                                | 93.446                               | 80 %                                 | 62,75                       | 93 %                        |
| Deutschland    | 3.642                          | 43                      | 58                                | 85.379                               | 73 %                                 | 62,27                       | 92 %                        |
| Großbritannien | 2.552                          | 30                      | 50                                | 84.478                               | 72 %                                 | 50,55                       | 75 %                        |

| Land           | 1970–1980  | 1970–1980  | 1980–1985  | 1980–1985  | 1985–1990  | 1985–1990  | 1990–1995  | 1990–1995  | 1995–2001  | 1995–2001  | 2001–2007  | 2001–2007  | 2007–2009  | 2007–2009  | 2009–2012  | 2009–2012  |
| Land           | BIP / Erw. | BIP / Std. | BIP / Erw. | BIP / Std. | BIP / Erw. | BIP / Std. | BIP / Erw. | BIP / Std. | BIP / Erw. | BIP / Std. | BIP / Erw. | BIP / Std. | BIP / Erw. | BIP / Std. | BIP / Erw. | BIP / Std. |
| -------------- | ---------- | ---------- | ---------- | ---------- | ---------- | ---------- | ---------- | ---------- | ---------- | ---------- | ---------- | ---------- | ---------- | ---------- | ---------- | ---------- |
| USA            | 1,0        | 1,5        | 2,0        | 1,7        | 1,3        | 1,4        | 1,4        | 1,3        | 2,1        | 2,3        | 2,0        | 2,1        | 1,0        | 1,8        | 1,7        | 1,3        |
| Japan          | 3,7        | 4,3        | 3,5        | 3,7        | 3,9        | 4,5        | 0,6        | 2,1        | 1,3        | 2,0        | 1,4        | 1,6        | −2,3       | −0,3       | 2,3        | 1,7        |
| Frankreich     | 3,1        | 4,0        | 1,7        | 3,5        | 2,2        | 2,2        | 1,3        | 2,0        | 1,0        | 1,8        | 1,2        | 1,5        | −1,2       | −0,8       | 1,0        | 0,9        |
| Deutschland    | 2,6        | 3,8        | 1,2        | 2,2        | 1,4        | 2,5        | 2,1        | 2,5        | 1,1        | 1,6        | 1,2        | 1,6        | −2,7       | −1,3       | 1,6        | 1,4        |
| Großbritannien | 1,8        | 2,7        | 2,5        | 2,6        | 1,5        | 1,4        | 3,2        | 3,6        | 2,3        | 2,5        | 2,2        | 2,5        | −2,5       | −1,8       | 0,3        | 0,3        |

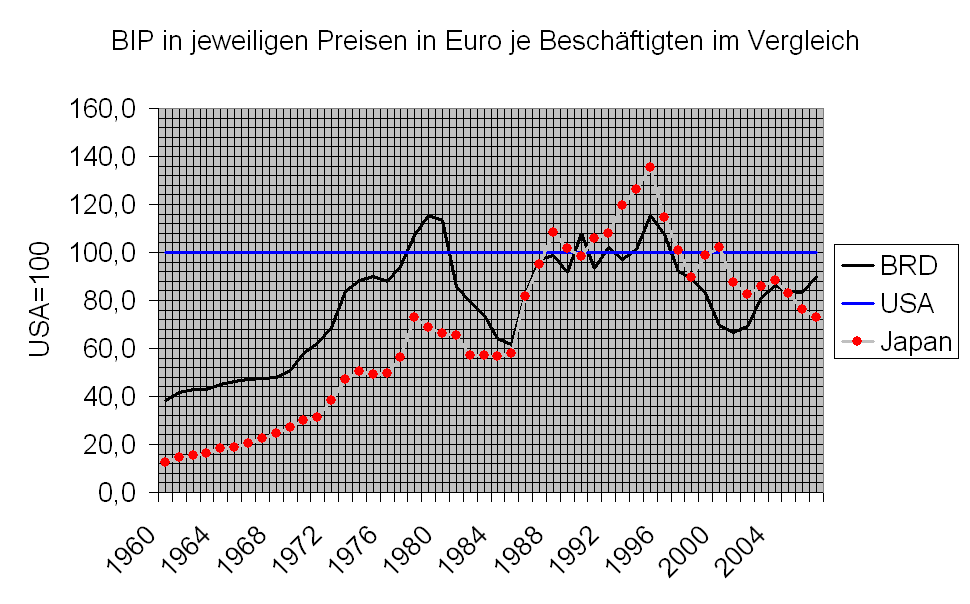
Arbeitsproduktivität von Bundesrepublik Deutschland und Japan im Vergleich zu USA, laufende Preise und Wechselkurse. (Eigene Berechnungen nach Daten der Europäischen Kommission.)

Die USA hatten 2001 ein höheres Produktionsniveau pro beschäftigte Person als die anderen Industriestaaten. Das hohe Wachstum der US-amerikanischen Arbeitsproduktivität ist die Folge des raschen technologischen Wandels der 1990er Jahre. So bewirkte der vermehrte Einsatz von Computern und Robotern, Computerrevolution genannt, neue Wachstumsmöglichkeiten. Generell lässt sich sagen, dass der zunehmende Einsatz von Informations- und Kommunikationstechnologien die Arbeitsproduktivität pro Erwerbstätigen und pro Arbeitsstunde weiter steigern wird, obwohl dies nicht tatsächlich auf qualifiziertere Erwerbstätige, sondern auf die zunehmende Automatisierung von Arbeitsprozessen zurückzuführen ist.
In den Jahrzehnten davor war das Wachstum in den USA viel geringer als in anderen Industrieländern. Von 1974 bis 2001 war es in den Industrieländern allgemein kleiner als von 1960 bis 1973. Japan hatte von 1960 bis 1991 die höchste Wachstumsrate der Arbeitsproduktivität, gefolgt von Deutschland und Frankreich. Das Wachstum in den USA war im Vergleich zu den übrigen großen Wirtschaftsmächten am niedrigsten und ging Mitte 2016 drei Quartale in Folge zurück. Dies lässt sich teilweise auf Unterschiede der Investitionsraten und des Wachstums des Kapitalstocks in diesen Ländern zurückführen. Die höheren Wachstumsraten Japans, Deutschlands und Frankreichs resultierten aus dem Wiederaufbau nach dem Zweiten Weltkrieg, wobei ein hohes Kapitalwachstum eine Rolle spielte. Bei diesen Staaten fand also ein Aufholprozess statt.
In den Jahren von 2001 bis 2007 konnte Großbritannien den vergleichsweise höchsten Zuwachs der Arbeitsproduktivität pro Erwerbstätigen und pro Arbeitsstunde verzeichnen, hatte dafür in den Jahren der Finanz- und Wirtschaftskrise 2007–2009 aber auch mit den stärksten Einbruch zu verkraften. Bemerkenswert ist, dass die USA im Gegensatz zu allen anderen oben genannten Staaten genau in diesen Krisenjahren eine positive Entwicklung ihrer Arbeitsproduktivität verzeichnen konnten. Dem Statistischen Bundesamt zufolge ist die gesamtwirtschaftliche Arbeitsproduktivität je Erwerbstätigen in Deutschland von 1991 bis 2011 um 22,7 % gestiegen. Die Arbeitsproduktivität je Erwerbstätigenstunde ist um 34,48 % gestiegen. Dies spiegelt die Verringerung der je Erwerbstätigen durchschnittlich geleisteten Arbeitsstunden um 7,5 % wider.
Das in einer Arbeitsstunde erwirtschaftete BIP aus folgender Statistik ablesbar:
| Staat             | Arbeitsproduktivität in US-Dollar je Arbeitsstunde |
| ----------------- | -------------------------------------------------- |
| Irland            | 114,8                                              |
| Luxemburg         | 109,6                                              |
| Norwegen          | 95,6                                               |
| Dänemark          | 86,9                                               |
| Frankreich        | 77,9                                               |
| Niederlande       | 75,4                                               |
| Deutschland       | 75,0                                               |
| Island            | 73,2                                               |
| Italien           | 63,4                                               |
| Spanien           | 58,6                                               |
| Europäische Union | 58,1                                               |

Die produktivsten Arbeitsstunden werden in Irland geleistet, sie sind fast doppelt so produktiv wie der Durchschnitt in der EU.

## Wirtschaftliche Aspekte
Arbeitsproduktivität und Bodenproduktivität
Eine hohe Bevölkerungsdichte im Verhältnis zur landwirtschaftlichen Nutzfläche zwingt zu hoher Bodenproduktivität, insbesondere wenn ein hoher Selbstversorgungsgrad durch Subsistenzwirtschaft erreicht werden soll. Falls Boden- und Arbeitsproduktivität gleichermaßen erhöht werden sollen, müssen die Kapitalkosten gering sein, so dass durch Mechanisierung die Arbeitsproduktivität und durch Intensivierung die Bodenproduktivität gesteigert werden kann. Wo die Bodenpreise hoch sind und die Arbeitskosten steigen, kann diesen Kostenstrukturen nur durch eine hohe Boden- und Arbeitsproduktivität entgegengewirkt werden, was jedoch mit sinkender Kapitalproduktivität erkauft werden muss. Der Körnerfruchtbau gewährleistet generell eine höhere Arbeitsproduktivität, der Hackfruchtbau eine höhere Bodenproduktivität. Unter den gleichen ökologischen Verhältnissen müssen deshalb dichtbesiedelte Staaten den Hackfruchtbau stärker bevorzugen als dünnbesiedelte.
Arbeitsproduktivität und Kapitalproduktivität
Das Zusammenspiel von Arbeits- und Kapitalproduktivität wird vor allem im Zusammenhang mit der Automatisierung und Mechanisierung diskutiert, wenn es darum geht, Arbeitskräfte durch Maschinen zu ersetzen. Dichtbesiedelte Agrarstaaten müssen sich mit einer geringen Arbeitsproduktivität begnügen, doch müssen die Boden- und Kapitalproduktivität hoch sein, was durch arbeitsintensive und kapitalintensive Wirtschaft herbeigeführt wird. Einige dieser Staaten verwandeln sich zunächst in Agrar-Industriestaaten, in denen eine hohe Boden- und wachsende Arbeitsproduktivität vorhanden ist, wobei die Kapitalproduktivität sinkt. In Industriestaaten schließlich sorgt ein reichlicher Kapitaleinsatz zu hoher Boden- und Arbeitsproduktivität. Die Industrialisierung hat ein hohes Lohnniveau zur Folge, so dass eine hohe Arbeitsproduktivität angestrebt werden muss. Arbeits- und Kapitalproduktivität sind mithin als voneinander abhängige Größen zu betrachten.
Kritik
Da sich die Arbeitsproduktivität ausschließlich auf den Einsatzfaktor Arbeit bezieht, werden andere Faktoren, die zur Produktion notwendig sind, vernachlässigt (Boden, Umwelt und Kapital). Eine Änderung der Ausbringungsmenge beruht nicht unbedingt auf einer Änderung der Arbeitsleistung. So lässt sich aus einer hohen Arbeitsproduktivität nicht zwangsläufig auf eine hohe Bedeutung des Faktors Arbeit schließen. Ein Anstieg der Arbeitsproduktivität könnte sogar durch eine abnehmende Bedeutung des Faktors Arbeit bedingt sein, z. B. durch technischen Fortschritt. Weiterhin kann eine Zunahme der Arbeitsproduktivität aus der Erhöhung des eingesetzten Kapitals oder einer verbesserten Ausbildung der Arbeitskräfte resultieren. Zudem ist zu beachten, dass die Arbeitsproduktivität als relative Zahl angegeben wird und sich dabei nur auf das Vorjahr bezieht. Dadurch wird lediglich ersichtlich, ob ein Wert „besser“ oder „schlechter“ ist, nicht aber ein konkreter Abstand (ordinale Messung).